# Dornberg (Gemeinde Asperhofen)
Dornberg ist eine Ortschaft und Katastralgemeinde der Marktgemeinde Asperhofen in Niederösterreich. Die Ortschaft hat 44 Einwohner (1. Jänner 2024).

## Geografie
Das Haufendorf liegt 7 Kilometer südöstlich von Asperhofen und ist über die Landesstraße L2245 erreichbar. Das Dorf ist landwirtschaftlich geprägt und besteht aus mehreren Gehöften und einigen Einfamilienhäusern.

## Geschichte
Bereits im Franziszeischen Kataster von 1821 ist Dornberg mit einigen Gehöften, aber als Teil von Starzing verzeichnet.
Laut Adressbuch von Österreich waren im Jahr 1938 in Dornberg ein Arzt, ein Schuster und drei Landwirte mit Ab-Hof-Verkauf ansässig. Bis zur Eingemeindung nach Asperhofen war der Ort ein Teil der damaligen Gemeinde Johannesberg.